# Гизелберт (Бургундия)
Гизелберт или Гилберт (на френски: Gilbert de Chalon, Giselbert, * 900; † 8/16 април 956, Париж) е граф на Шалон, Отун и Троа, от 923 до 952 г. херцог на Бургундия, от 952 г. граф на Бургундия.

## Произход и брак
Той е син на граф Манас I Стари от Вержи († 918) и съпругата му Ирменгард (Ерменгард) (* 880/885), вероятно дъщеря на крал Бозон Виенски и Ерменгарда от Италия, дъщеря на император Лудвиг II (Каролинги). Баща му е доверен на херцог Рихард I Застъпник, брат на Бозон Виенски.
Гизеберт се жени за Ерменгард, дъщеря на Рихард I и сестра на Хуго Черния. След смъртта на бездетния Хуго Черния през 952 г. той го наследява с брат си Леталд II. Той носи и титлата princeps Burgundionum.

## Деца
Той е баща на:
- Аделхайд (Adelheid We(r)ra; Adélaide, Adelaidis, Adelais) († 974), наследничка на Графство Троа; ∞ I пр. 950 Роберт от Вермандоа, граф на Мо и на Троа; ∞ II Ламберт граф на Шалон-сюр-Сон
- Лиутгард (Liégard, Liegardis), наследничка на Графство Отун, ∞ великден 955 г. за Ото, херцог на Бургундия (Робертини), син на херцог Хуго Велики